# Црква Успења Пресвете Богородице у Палама
Црква Успења Пресвете Богородице је храм Српске православне цркве који се налази у Палама у Републици Српској, Босни и Херцеговини. Припада дабробосанској митрополији, архијерејском намесништву Сарајевском и седиште је парохије у Палама. Посвећен је Успењу Пресвете Богородице.
Заслуге за градњу ове цркве припадају првом паљанском свештенику Ђорђу Грабежу. Главни извођач радова био је Милош Миладиновић из Доњег Вакуфа. Цркву је осветио митрополит Евгеније (Летица) 30. августа 1909. године. У Првом светском рату аустријски војници су у цркву затварали коње. У Другом светском рату црква није страдала али је уништена црквена архива. 
До сада су познати паљански свештеници: Ђорђе Грабеж 1890-1917; Милан Лалић 1917-1918; Симо Беговић од 1918. до почетка Другог светског рата; после Другог светског рата опет Милан Лалић; Владимир Шољевић 1947-1952; Драгољуб Савић 1952-1987. Исте године када је пензионисан прота Савић основана је друга паљанска парохија. На прву паљанску парохију постављен је Слободан Лубарда а на другу Миомир Зекић. У лето 1996. године основана је трећа паљанска парохија а за трећег пароха је постављен Јеремија Старовлах.